# Стшелински окръг
Стшелински окръг (на полски: Powiat strzeliński) е окръг в Югозападна Полша, Долносилезко войводство. Заема площ от 622,06 км2. Административен център е град Стшелин.

## География
Окръгът се намира в историческата област Долна Силезия. Разположен е в източната част на войводството.

## Население
Населението на окръга възлиза на 44 652 души (2012 г.). Гъстотата е 72 души/км2.

## Административно деление
Административно окръгът е разделен на 5 общини.
Градско-селски общини:
- Община Вьонзов
- Община Стшелин

Селски общини:
- Община Боров
- Община Кондратовице
- Община Пшеворно

## Галерия
- Вьонзов
- Стшелин